# Phrynobatrachus hylaios
Espèce
Synonymes
- Phrynobatrachus werneri hylaios Perret, 1959

Statut de conservation UICN

 LC  : Préoccupation mineure
Phrynobatrachus hylaios est une espèce d'amphibiens de la famille des Phrynobatrachidae.

## Répartition
Cette espèce se rencontre dans le sud du Cameroun et dans l'ouest de la République du Congo,.

## Publication originale
- Perret, 1959 : Études herpétologiques africaines. Bulletin de la Société Neuchâteloise des Sciences Naturelles, vol. 82, p. 247-253 (texte intégral).